# Yo-ka
yo-ka (ようか; jóka; Hepburn: yōka; 1987. október 31.–) japán énekes, dalszerző, dalszövegíró; korábban a Valluna, majd a Diaura visual kei-együttes énekese. A Diaurában főképp a dalszövegekért felelős, de a gitáros Keijel együtt zenét is ír az együttes számára. Emellett rádióprogramot vezet. Születési neve nem ismert.

## Élete és pályafutása
Fukusima prefektúrában született egy kis faluban. Egy bátyja van, édesapja szakács. Keresztény magániskolában végezte el az általános iskola alsó tagozatát. Gyerekkorában szülei révén gyakran folk-popot, illetve dzsesszt hallgatott, kedvenc előadói közé tartozott Murasita Kózó popénekes, Inoue Jószui folk-rock-énekes és az Anzen csitai rockegyüttes. Az általános iskola felsőbb osztályában ismerkedett meg a visual kei stílussal, kedvenc együttese a Pierrot lett, akik nagy befolyással voltak rá, de szívesen hallgatta a Dir en greyt és a Kurojumét is. 13 évesen alapította első együttesét, akikkel Luna Sea-dalokat adtak elő. Saját bevallása szerint akkoriban „szörnyen” énekelt. Az iskolában cikizték, amiért csak énekel az együttesben, ezért elkezdett gitározni és gitáron dalt írni, bár az akkord mibenlétét csak később tanulta meg.
A középiskola elvégzése után zenei főiskolára ment, de kilenc hónap után abbahagyta, mert úgy érezte, a dalszerzést nem lehet iskolapadban megtanulni. Ezt követően Tokióba költözött, ahol együttest akart alapítani, közben pedig élelmiszerüzletben dolgozott eladóként. Itt találkozott Júval, akivel megalapította első tokiói együttesét, amely azonban hamar feloszlott. Ezt követően találkozott Keijel, akinek a dalai nagyon megragadták, és létrehozták a Valluna együttest. A Diaura végül a Valluna feloszlása után alakult meg, miután Sója lett a basszusgitárosuk.
Yo-ka főképp a dalszövegekért felelős a Diaurában, de zenét is szerez.
2019 augusztusától a Radio3 Sendai FM rádióban vezet műsort Micsinoku dovuru Dragon ( みちのくダヴルドラゴン; Hepburn: Michinoku dovuru Dragon) címmel, a Gotcharoka énekesével Dzsuival (樹威) közösen. A kéthetente, hétfői napokon jelentkező adás 30 perces és a tóhokui visual kei együttesekkel foglalkozik.

## Diszkográfia

### Valluna
A diszkográfia a hivatalosan megjelent lemezeket tartalmazza, a kizárólag koncerten osztogatott, meg nem vásárolható verziókat nem.
Kislemezek
- Szonzai rijú (存在理由; Hepburn: Sonzai riyū?) (2009)
- Parasite Eve (2009)
- Promise (2009)
- Neo Infernal (2010)
- Szeidzsa no mósin (聖者の盲信; Hepburn: Seija no mōshin?)
- Silent Prayer (2010)
- Funeral Days (2010)

Minialbum
- Distopia (2010)

Válogatáslemez
- Complete (2011)